# Ursula Hamenstädt
Ursula Hamenstädt (née le 15 janvier 1961) est une mathématicienne allemande qui travaille comme professeure à l'Université de Bonn. Son sujet de recherche principal est la géométrie différentielle .

## Formation et carrière
Hamenstädt étudie les mathématiques à l'Université de technologie de Clausthal, l'Université de Zürich et l'Université Pierre-et-Marie-Curie à Paris. Elle a obtenu son doctorat de l'Université de Bonn en 1986, sous la supervision de Wilhelm Klingenberg. Sa thèse, intitulée Zur Theorie der Carnot-Caratheodory Metriken und ihren Anwendungen [Sur la théorie des métriques de Carnot-Caratheodory et de leurs applications] portait sur la théorie des variétés sub-riemanniennes.
Après avoir terminé son doctorat, elle est devenue chercheuse Miller à l'Université de Californie à Berkeley, puis professeure adjointe au California Institute of Technology avant de revenir à Bonn en tant que membre du corps professoral en 1990.

## Prix et distinctions
Hamenstädt est conférencière invitée au Congrès international des mathématiciens à Hyderabad en 2010, avec une conférence intitulée « Actions of the mapping class group » et au congrès européen à Paris en 1992 (« Harmonic measures for leafwise elliptic operators along foliations »). En 2012, elle a été élue à l'Académie allemande des sciences Leopoldina et la même année, elle est devenue l'un des tout premiers boursiers de l'American Mathematical Society. Elle est la conférencière Emmy Noether de la Société mathématique allemande en 2017.

## Sélection de publications
- (en) Ursula Hamenstädt, « Geometry of the mapping class groups I: Boundary amenability », Inventiones Mathematicae, vol. 175, no 3,‎ 2008, p. 545–609 (ISSN 0020-9910, DOI 10.1007/s00222-008-0158-2, Bibcode 2009InMat.175..545H, arXiv math/0510116)
- Ursula Hamenstädt, « A new description of the Bowen–Margulis measure », Ergodic Theory and Dynamical Systems, vol. 9, no 3,‎ 1989, p. 455–464 (ISSN 1469-4417, DOI 10.1017/S0143385700005095, lire en ligne)
- (en) Ursula Hamenstädt, « Some regularity theorems for Carnot–Carathéodory metrics », Journal of Differential Geometry, vol. 32, no 3,‎ 1990, p. 819–850 (ISSN 0022-040X, DOI 10.4310/jdg/1214445536)